# 長瀬祐子 (賢プロダクション)
長瀬 祐子（ながせ　ゆうこ、昭和37年4月8日 - ）は、日本の女性ナレーター。長野県出身。以前は賢プロダクションに所属していた。元山形テレビアナウンス部、元テレビ信州アナウンス部。

## 人物
特技・趣味はバイオリン、煎茶、着付け。

## 出演

### テレビ
- 3分間クッキング
- FNN（お昼の天気予報）

### ナレーション
- 日曜ビッグスペシャル

### CM
- ヨークマート
- エッソ
- 西友